# Сарнаки
Сарнаки (ест. Saarnaki laid) малено је ненасељено острво у источном делу акваторије Балтичког мора, односно његове унутрашње субакваторије Вајнамери. Острво административно припада Естонији, односно општини Пихалепа у округу Хијума. Налази се југоисточно од обале острва Хијуме.
Острво је релативно младо и настало је издизањем из Балтичког мора пре око 2000 година, а геолошки представља чеону морену. Укупна површина острва је око 1,4 км2 (око 140 хектара). Јако је издужено у смеру север-југ у дужини од 3,4 км, док максимална ширина не прелази 700 метара. Максимална надморска висина острва је свега 9 метара.
Острво је било стално насељено од XV века па до 1973. године када је званично напуштено. Острво је данас обрасло шумом, а заједно са суседним мањим острвима заштићено је као природни резерват (ест. Hiiumaa laidude maastikukaitseala).